# Philip Deignan
Philip Deignan (Letterkenny, 17 settembre 1983) è un ex ciclista su strada irlandese, professionista dal 2005 al 2018.

## Carriera
Tra i dilettanti, con la maglia del Vélo Club La Pomme Marseille, Deignan vinse il Tour des Pays de Savoie nel 2003 e il Ronde de l'Isard d'Ariège nel 2004. Diventò professionista nel 2005 vestendo la divisa della squadra Professional francese AG2R Prévoyance. Nell'anno del debutto vinse la sua prima corsa tra i pro, il Tour du Doubs, mentre nella stagione 2008 partecipò al suo primo Giro d'Italia e ai Giochi olimpici di Pechino.
Nel 2009 si trasferì alla nuova Cervélo TestTeam; nello stesso anno riuscì a cogliere una vittoria di tappa alla Vuelta a España: in quell'occasione, grazie ai numerosi minuti guadagnati sul gruppo, rientrò in classifica terminando poi la corsa al nono posto.
Al termine della stagione 2010, con la chiusura della Cervélo, passa alla RadioShack. Nel 2012 si accasa quindi alla UnitedHealthcare, squadra Professional Continental statunitense, vincendo nel 2013 il Tour of the Gila. Nel 2014 si trasferisce al Team Sky, svolgendo perlopiù ruoli di gregariato.
Più volte convocato nella selezione nazionale irlandese ai campionati del mondo, si ritira dall'attività a fine 2018. Dal 17 settembre 2016 è sposato con la ciclista britannica Elizabeth Armitstead.

## Palmarès
- 2003 (Dilettanti)

Classifica generale Tour des Pays de Savoie
- 2004 (Dilettanti)

2ª tappa Ronde de l'Isard d'Ariège
5ª tappa Ronde de l'Isard d'Ariège
Classifica generale Ronde de l'Isard d'Ariège
- 2005 (AG2R Prévoyance, una vittoria)

Tour du Doubs
- 2009 (Cervélo TestTeam, una vittoria)

18ª tappa Vuelta a España
- 2013 (UnitedHealthcare Pro Cycling Team, una vittoria)

Classifica generale Tour of the Gila

## Piazzamenti

### Grandi Giri
- Giro d'Italia

2008: 79º
2009: 56º
2011: 47º
2014: 43º
2016: ritirato (19ª tappa)
2017: 37º
- Vuelta a España

2007: 71º
2009: 9º
2010: ritirato
2014: 39º

### Classiche monumento
- Liegi-Bastogne-Liegi

2005: 79º
2009: 44º
2010: 125º
2011: 89º
2015: ritirato
- Giro di Lombardia

2006: 58º
2007: 40º
2008: ritirato
2009: 40º
2011: ritirato
2014: 88º

### Competizioni mondiali
- Campionati del mondo

Zolder 2002 - In linea Under-23: 128º
Hamilton 2003 - In linea Under-23: 47º
Verona 2004 - In linea Under-23: 17º
Madrid 2005 - In linea Under-23: 9º
Salisburgo 2006 - In linea Elite: ritirato
Stoccarda 2007 - In linea Elite: ritirato
Varese 2008 - In linea Elite: ritirato
Mendrisio 2009 - In linea Elite: 40º
Ponferrada 2014 - In linea Elite: ritirato
- Giochi olimpici

Pechino 2008 - In linea: 80º